# Lilla Ljustjärnen, Hälsingland
Lilla Ljustjärnen är en sjö i Bollnäs kommun i Hälsingland och ingår i Testeboåns huvudavrinningsområde.